# Manifestación Ciclonudista Mundial
La Manifestación Ciclonudista Mundial (en inglés: World Naked Bike Ride, WNBR), también conocida en español como Marcha Ciclonudista Mundial o, más abreviadamente, Marcha Ciclonudista o la Ciclonudista, es un evento que se celebra desde 2004 todos los años en diferentes ciudades del mundo. Los participantes circulan desnudos, generalmente en bicicleta, aunque también en otros vehículos de tracción humana, como patinetes o patines.
Las reivindicaciones de la marcha han sido diversas a lo largo de su historia. Al principio, se centraban en la protesta contra la excesiva dependencia del petróleo y en la reivindicación de la individualidad del cuerpo humano. A partir de 2006, se puso el foco en la defensa del ciclismo.

## Historia

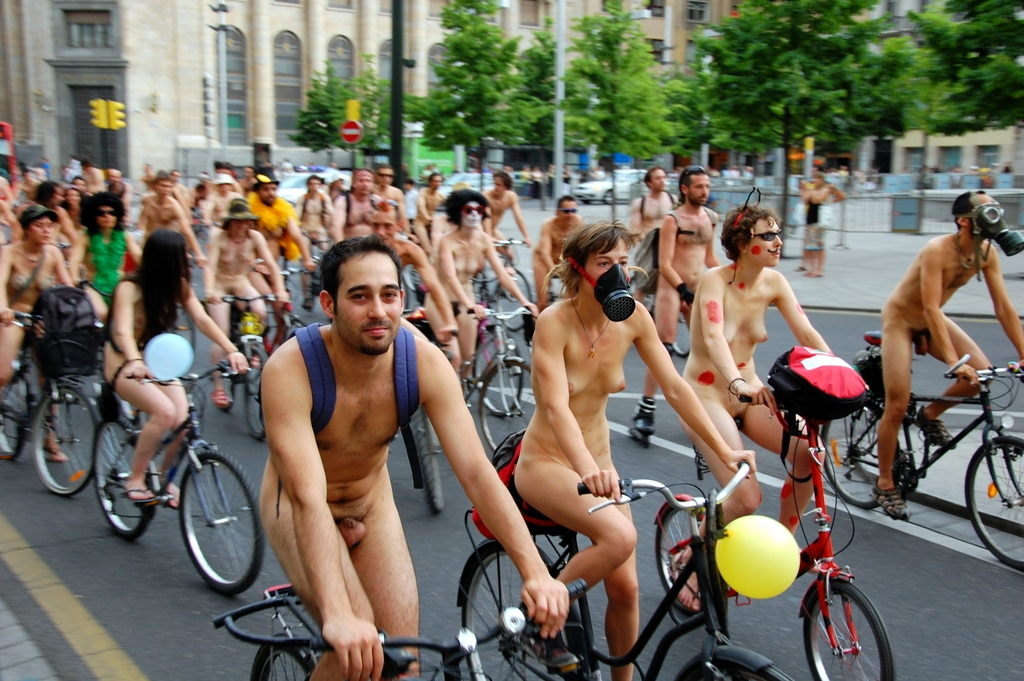
Marcha ciclonudista 2009 en Zaragoza.

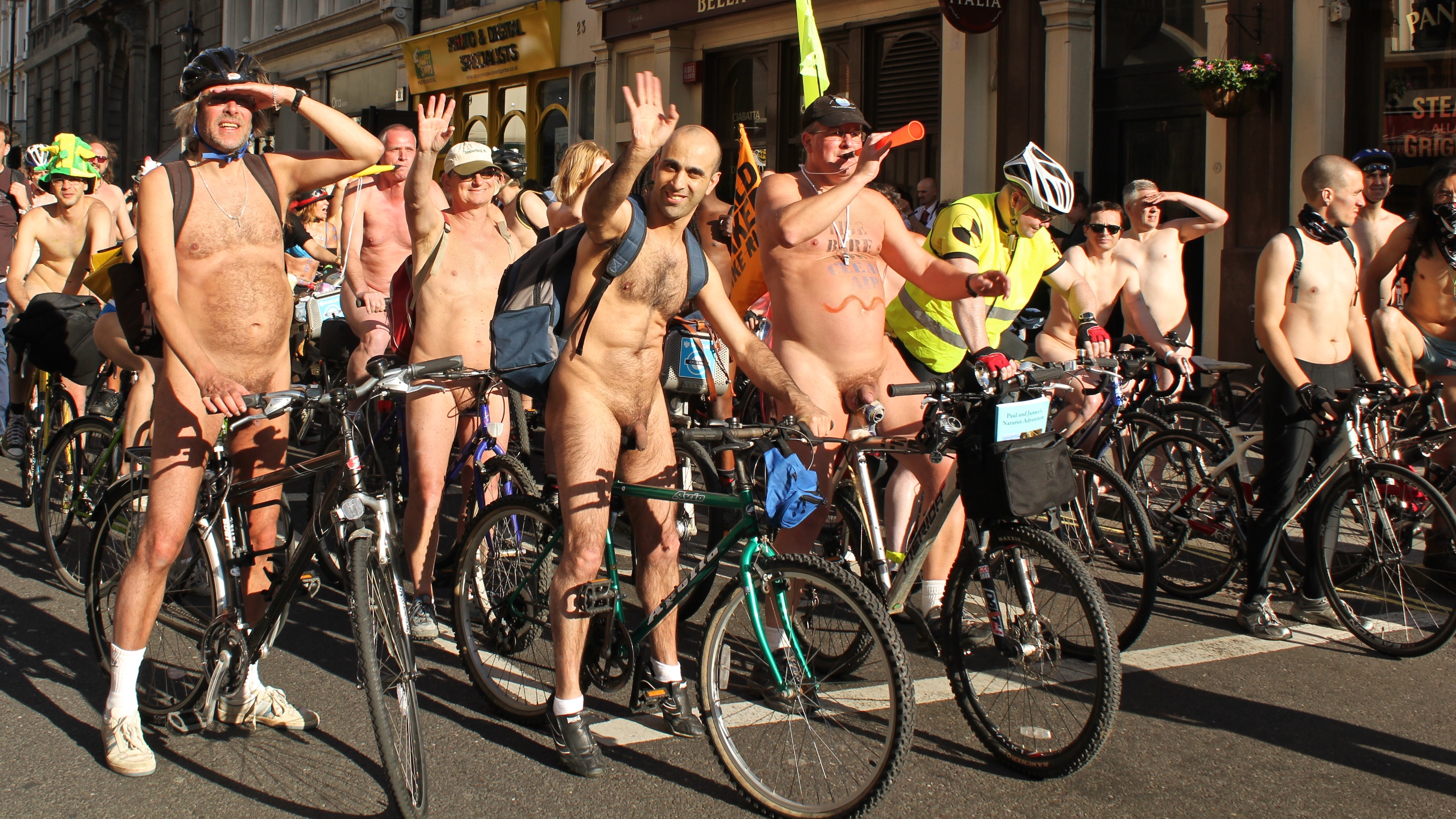
Marcha ciclonudista 2012 en Londres.

La primera marcha ciclonudista tuvo lugar en Zaragoza (España) el 14 de junio de 2001, con el lema «Desnudos ante el tráfico», en oposición al plan de tráfico que pretendía aprobar el Ayuntamiento. Fue organizada en secreto por la Coordinadora de Colectivos Ciclonudistas de Aragón, buscando atraer la atención mediática, pero también evitar que las autoridades prohibieran la marcha. Esta marcha convocó a unas cuarenta personas. Al año siguiente, también se organizó la marcha en secreto, y con el mismo lema.
De forma paralela, la organización Artists for Peace/Artists against War («Artistas por la Paz/Artistas contra la Guerra») también había estado organizando marchas ciclonudistas en América del Norte contra la excesiva dependencia del petróleo. Uno de sus organizadores, Conrad Schmidt, contactó con la Coordinadora zaragozana para convertir las marchas, hasta entonces locales, en un evento internacional denominado World Naked Bike Ride. La primera marcha global se llevó a cabo en 2004 en 28 ciudades de diez países. Para 2014, se había expandido a 75 ciudades de 20 países bajo los eslóganes Dress less to impress («Viste con menos para impresionar») y As bare as you dare («Tan desnudo como te atrevas»).